# استیم دک
استیم دک (انگلیسی: Steam Deck) یک رایانه کوچک قابل حمل در کالبد کنسول بازی دستی است که توسط شرکت ولو توسعه یافته‌است. این دستگاه برای اجرای بازی های رایانه های شخصی طراحی شده است و از سیستم عامل استیم اواس بهره می برد که با استفاده از کتابخانه ای تحت نام پروتون، توانایی اجرای بازی های ویندوزی و بومی لینوکس را از طریق فروشگاه استیم دارد. از این دستگاه می توان هم به صورت دستی و هم به صورت رومیزی (Desktop) استفاده کرد. همچنین این دستگاه، جزئی از نسل نهم کنسول‌های بازی ویدئویی محسوب می شود.

## تاریخ
شایعات ساخت یک کنسول در دست توسط شرکت ولو در مه 2021 (اردیبهشت 1400) منتشر شد. در یک بروزرسانی در شبکه استیم یک کد برای یک دستگاه نو و اظهارات مدیرعامل ولو گیب نیوئل این شایعات را تثبیت‌تر کردند. ارز تکنیکا پذیرفت که ولو در حال توسعه یک سخت‌افزار تازه است.
ولو استیم دک را در 16 ژوئیه 2021 (26 خرداد 1400) معرفی کرد و پیش‌خریدهای آن همان هفته آغاز شد. پیش‌خریدها تنها برای کسانی که در استیم حساب کاربری داشتند محدود شد تا جلوی فروشندگان از دسترسی زودهنگام را بگیرد. در نهایت این دستگاه در تاریخ 6 اسفندماه 1400 (25 فوریه 2022) عرضه شد.

## سخت افزار

### مدل LCD
مشخصات سخت‌افزاری:
- پردازنده AMD با معماری Zen 2 و RDNA 2
- CPU چهار هسته‌ای با فرکانس 2.4 تا 3.5 گیگاهرتز
- GPU با 8 واحد محاسباتی و فرکانس 1.0 تا 1.6 گیگاهرتز
- 16 گیگابایت حافظه RAM
- نمایشگر 7 اینچی LCD با رزولوشن 1280×800
- رفرش ریت ثابت 60 هرتز

مدل‌های ذخیره‌سازی:
- مدل پایه: 64 گیگابایت eMMC
- مدل میانی: 256 گیگابایت NVMe SSD
- مدل حرفه‌ای: 512 گیگابایت NVMe SSD

امکانات جانبی:
- پورت microSD
- بلوتوث و WiFi
- باتری 40 وات ساعتی
- عمر باتری 5-8 ساعت بسته به نوع بازی

### مدل OLED
تاریخ انتشار: 16 نوامبر 2023
تغییرات سخت‌افزاری:
- نمایشگر OLED 7.4 اینچی با رفرش ریت 90 هرتز
- پردازنده جدید Sephiroth با تکنولوژی 6 نانومتری
- پشتیبانی از Wi-Fi 6E و Bluetooth 5.3
- باتری با 25% ظرفیت بیشتر
- سیستم خنک‌کننده بهبود یافته

مدل‌های موجود:
- 512 گیگابایت
- 1 ترابایت (به طور انحصاری در آمریکای شمالی)

وضعیت مدل‌های قبلی:
- مدل‌های 64 و 512 گیگابایت LCD متوقف شده
- مدل 256 گیگابایت LCD به عنوان مدل پایه باقی مانده